# کهسان
کُهسان (به لاتین: Kohsan) یک منطقهٔ مسکونی در افغانستان است که در ولسوالی کهسان واقع شده‌است. کهسان ۱۲٬۴۶۳ نفر جمعیت دارد و ۷۳۷ متر بالاتر از سطح دریا واقع شده‌است.